# Ludwig Rellstab
Ludwig Rellstab foi um jogador de xadrez da Alemanha, com três participações nas Olimpíadas de xadrez. Rellstab participou das edições de 1950, 1952 e 1954 no quarto tabuleiro (1950 e 1954) e segundo tabuleiro reserva (1952) tendo conquistado a medalha de bronze por equipes em 1950 e a de ouro em 1952.